# Brachynopus scutellaris
Brachynopus scutellaris – gatunek chrząszcza z rodziny kusakowatych, podrodziny łodzikowatych i plemienia Scaphisomatini.
Gatunek ten opisany został w 1867 roku przez Ludwiga Redtenbachera jako Scaphisoma scutellare. W rodzaju Brachynopus umieszczony został w 2003 roku przez Ivana Löbla i Richarda A.B. Leschena.
Chrząszcz o ciele długości od 1,5 do 2,6 mm, w zarysie podługowato-owalnym i słabo zwężonym ku końcowi, o ubarwieniu głównie ciemnorudobrązowym ze zwykle rozjaśnionym wierzchołkiem pokryw i odwłokiem, a niekiedy pokrywami i przedpleczem lub jednym z nich w kolorze ochrowym. Aparat gębowy cechują szersze niż dłuższe żuwki zewnętrzne oraz silnie zakrzywione ostatnie człony głaszczków wargowych, osadzone wierzchołkowo na członach przedostatnich. Podszczękowa powierzchnia głowy zaopatrzona jest w dołkowane kanaliki, a gularna pozbawiona jest poprzecznej grupki porów. Przedplecze ma tylne kąty nie dochodzące do szwów anapleuralnych. Panewki bioder przednich odnóży mają oszczecinione przednie krawędzie. Szerokość nieukrytej pod pokrywami tarczki wynosi połowę szerokości wierzchu skrzydłotułowia. Na pokrywach występują silne punkty, brak jest rzędów nasadowych, natomiast kolce przyszwowe obecne są tylko u niektórych osobników. Podgięcia pokryw są wąskie. Linie biodrowe za środkową parą odnóży są równoległe do bioder. Zapiersie (metawentryt) jest zlane z episternitami zatułowia. Tylna para skrzydeł może być w pełni rozwinięta lub zredukowana. W odnóżach przedniej i środkowej pary golenie są pozbawione kolców nasadowych. U samca edeagus ma w woreczku wewnętrznym trzyczęściowy skleryt.
Owad endemiczny dla Nowej Zelandii, znany z Wyspy Północnej, Wyspy Południowej, Wysp Chatham oraz Wysp Trzech Króli. Żeruje na podstawczakach z takich rodzajów jak Bjerkandra, Ganoderma, Hyphodontia, Inonotus, Phellinus, Poria, Schizopora, Trametes, śluzowcach z rodzajów Arcyria, Fuligo, Physarum, Stemonitis i Trichia oraz białej zgniliźnie drewna bukanów.